# Unidad (periódico)
Unidad fue un periódico español de carácter vespertino publicado en San Sebastián entre 1936 y 1980.

## Historia
El primer número del diario apareció el 16 de septiembre de 1936, en plena Guerra civil, poco después de que las fuerzas sublevadas hubieran capturado San Sebastián. Se editó en los talleres del desaparecido diario El Día.
Publicación de ideología falangista, fue fundado por Antonio Fraguas y José Antonio Giménez-Arnau. En sus primeros años se subtituló como Diario de combate nacional-sindicalista. Durante la Dictadura franquista pasó a formar parte de la Cadena de Prensa del Movimiento. Tras la muerte de Franco, en 1977 el diario quedó adscrito al organismo autónomo Medios de Comunicación Social del Estado. En los últimos años entró en una fuerte crisis, acumulando abundantes pérdidas económicas. El 17 de febrero de 1980 fue clausurado por el gobierno, junto al diario donostiarra La Voz de España.

## Directores
Por la dirección del diario pasaron, entre otros, José Antonio Giménez-Arnau, José Molina Plata o José Luis Banús Aguirre.